# East Highland Park (Virginia)
East Highland Park es un lugar designado por el censo situado en el condado de Henrico, Virginia  (Estados Unidos). Según el censo de 2010 tenía una población de 14.796 habitantes.

## Demografía
Según el censo del 2000, East Highland Park tenía 12.488 habitantes, 4.960 viviendas, y 3.313 familias. La densidad de población era de 538,1 habitantes por km².
De las 4.960 viviendas en un 29,7%  vivían niños de menos de 18 años, en un 38,9%  vivían parejas casadas, en un 23,3% mujeres solteras, y en un 33,2% no eran unidades familiares. En el 28,4% de las viviendas  vivían personas solas el 7,3% de las cuales correspondía a personas de 65 años o más que vivían solas. El número medio de personas viviendo en cada vivienda era de 2,48 y el número medio de personas que vivían en cada familia era de 3,02.
Por edades la población se repartía de la siguiente manera: un 25,2% tenía menos de 18 años, un 7,7% entre 18 y 24, un 29,6% entre 25 y 44, un 25,2% de 45 a 60 y un 12,4% 65 años o más.
La edad media era de 37 años.  Por cada 100 mujeres de 18 o más años  había 79,1 hombres.
La renta media por vivienda era de 36.328$ y la renta mediana por familia de 43.781$. Los hombres tenían una renta media de 31.504$ mientras que las mujeres 25.500$. La renta per cápita de la población era de 17.251$. En torno al 6,9% de las familias y el 9,5% de la población estaban por debajo del umbral de pobreza.

## Localidades adyacentes
El siguiente diagrama muestra a las localidades más próximas a East Highland Park.